# Kiss
KISS a fost o formație rock americană, fondată în anul 1973, în New York. Formația a evoluat în genurile glam rock, hard rock și heavy metal și este bine-cunoscută pentru prezența sa scenică, membrii Kiss apărând în concerte în costume și vopsiți pe față. Este considerată un precursor al genului glam metal.
Trupa a vândut peste 75 de milioane de înregistrări la nivel mondial, inclusiv 21 de milioane albume certificate RIAA. Pe 10 aprilie 2014 Kiss a fost introdusa in Rock and Roll Hall of Fame.

## Discografie

### Albume de studio
- KISS  (1974)
- Hotter than Hell (1974)
- Dressed to Kill (1975)
- Destroyer (1976)
- Rock and Roll Over (1976)
- Love Gun (1977)
- Dynasty (1979)
- Unmasked (1980)
- Music from "The Elder"  (1981)
- Creatures of the Night (1982)
- Lick It Up  (1983)
- Animalize (1984)
- Asylum (1985)
- Crazy Nights  (1987)
- Hot in the Shade  (1989)
- Revenge (1992)
- Carnival of Souls: The Final Sessions (1997)
- Psycho Circus  (1998)
- Sonic Boom (2009)
- Monster  (2012)

### Albume Live
- Alive! (1975)
- Alive II (1977)
- Alive III (1993)
- KISS Unplugged (1996)
- Kiss Symphony - Alive IV (2003)
- KISS Alive! 1975-2000 (2006)
- KISS In Concert (2008)
- Alive 35 (2008)
- Kiss Rocks Vegas (2016)

## Componență

### Membrii actuali
- Gene Simmons – chitară bas (1973 – prezent)
- Paul Stanley – chitară, voce (1973 – prezent)
- Eric Singer – baterie (1991 – 1996, 2001, 2004 – prezent)
- Tommy Thayer – chitară (2002 – prezent)

### Foști membri
- Peter Criss – baterie (1973 – 1980, 1996 – 2001, 2002 - 2004)
- Ace Frehley – chitară (1973 – 1982, 1996 – 2002)
- Eric Carr – baterie (1980 – 1991)
- Vinnie Vincent – chitară (1982 – 1984)
- Mark St. John – chitară (1984)
- Bruce Kulick – chitară (1984 – 1996)

## Filmografie
- Episodul 5, sezonul 3 Millennium „...Thirteen Years Later”, 30 octombrie 1998